# گرموچی کلیوچ (شهرستان ایلیشفسکی، باشقیرستان)
گرموچی کلیوچ (انگلیسی: Gremuchy Klyuch, Kuzhbakhtinsky Selsoviet, Ilishevsky District, Republic of Bashkortostan) یک شهرک در شهرستان ایلیشفسکی استان باشقیرستان کشور روسیه است.